# Pont sur l'Aveyron (Montrozier)
Le pont sur l'Aveyron est un pont situé en France à Montrozier, dans le département de l'Aveyron en région Occitanie.
Il fait l'objet d'une inscription au titre des monuments historiques depuis 1944.

## Localisation
Le pont est situé sur la commune de Montrozier, dans le département français de l'Aveyron.

## Historique
L'édifice est inscrit au titre des monuments historiques le 19 avril 1944.